# Шобанказган
Шобанказга́н (каз. Шобанқазған) — село у складі Кармакшинського району Кизилординської області Казахстану, хоча і знаходиться на території Казалінського району. Входить до складу Комекбаєвського сільського округу.
Населення — 64 особи (2021; 483 у 2009).